# Cuarny
Cuarny es una comuna suiza del cantón de Vaud, situada en el distrito de Jura-Nord vaudois. Limita al noroeste con la comuna de Cheseaux-Noréaz, al noreste con Villars-Epeney e Yvonand, al sureste con Cronay, al suroeste con Pomy, y al oeste con Yverdon-les-Bains.
La comuna formó parte hasta el 31 de diciembre de 2007 del distrito de Yverdon, círculo de Molondin.

## Enlaces externos

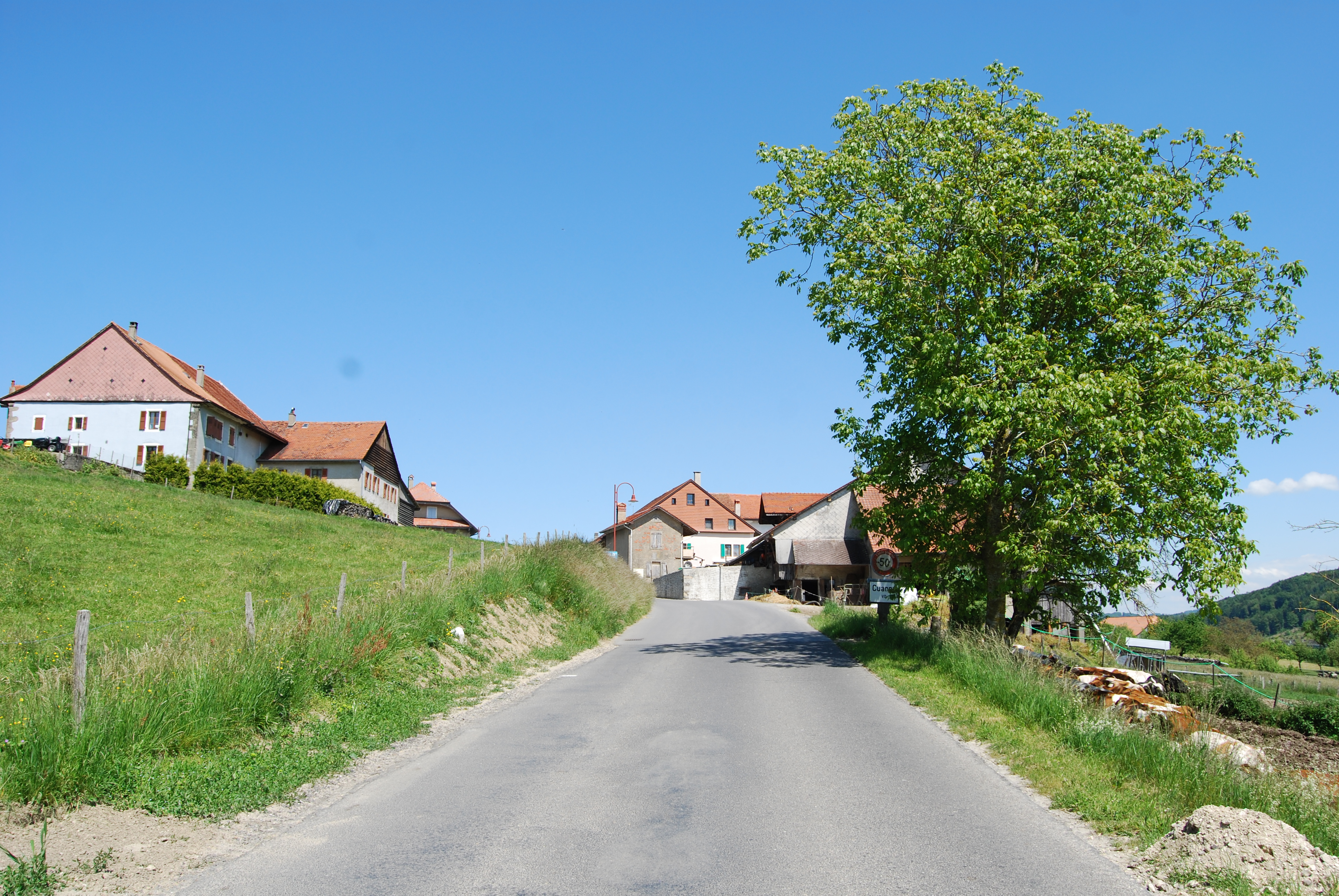
Cuarny